# Skyservice
Skyservice Airlines war eine kanadische Charterfluggesellschaft der Skyservice Inc. mit Sitz in Toronto. Skyservice Inc. betrieb zusätzlich Business- und Ambulance Fluggesellschaften, beschäftigte mehr als 2000 Mitarbeiter und unterhielt mehr als 50 Business- und Airline Maschinen.

## Geschichte
Skyservice Airline wurde 1986 gegründet. Am 2. Mai 2005 erhielt Skyservice ihre erste von zwei Boeing 767-300 und startete den Flugbetrieb am gleichen Tag mit einem Flug von Toronto nach Puerto Vallarta. Die beiden Maschinen flogen über den Sommer im Charterbetrieb von Toronto nach Großbritannien und Europa für Sunquest Vacations und im Winter von Vancouver zur Karibik und nach Mexiko.
Am 28. August gab Skyservice bekannt, dass ein großer Geschäftsanteil von der Gibralt Capital Corp. übernommen wurde. Die Business Charter- und die Ambulance Fluggesellschaften sind von dem Verkauf ausgeschlossen.
Am 1. April 2010 gab Skyservice bekannt, dass der Betrieb eingestellt wird.

## Flugziele
Skyservice betrieb für mehrere Touristikunternehmen Charterflüge innerhalb Kanadas, den USA, der Karibik, Mexiko, Israel und Europa.

## Flotte
Mit Stand Januar 2010 bestand die Flotte der Skyservice Airlines aus 18 Flugzeugen
- 07 Airbus A320-200
- 11 Boeing 757-200